# Huzhen (köpinghuvudort i Kina, Zhejiang Sheng, lat 29,06, long 119,29)
Huzhen (kinesiska: 湖镇镇) är en köpinghuvudort i Kina. Den ligger i provinsen Zhejiang, i den östra delen av landet, omkring 160 kilometer sydväst om provinshuvudstaden Hangzhou. Antalet invånare är 42 472. Befolkningen består av 20 719 kvinnor och 21 753 män. Barn under 15 år utgör 14,0 %, vuxna 15-64 år 73 %, och äldre över 65 år 11,0 %.
Runt Huzhen är det ganska tätbefolkat, med 144 invånare per kvadratkilometer. Huzhen är det största samhället i trakten. Trakten runt Huzhen består till största delen av jordbruksmark.
Genomsnittlig årsnederbörd är 2 198 millimeter. Den regnigaste månaden är juni, med i genomsnitt 453 mm nederbörd, och den torraste är oktober, med 69 mm nederbörd.